# Isergebirge
Das Isergebirge (tschechisch: Jizerské hory, polnisch: Góry Izerskie) ist ein Teil der Sudeten und bildet die Verbindung zwischen dem Lausitzer Gebirge und dem Riesengebirge. Das Isergebirge liegt sowohl in Tschechien als auch Polen und ist Quellgebiet von Iser (Jizera), Queis (Kwisa) und Lausitzer Neiße (Łužiska Nysa).

## Name
Seit dem 19. Jahrhundert wird das Gebirge Isergebirge genannt; Namensgeber ist der Fluss Iser (tschechisch Jizera, polnisch Izera). Bis dahin zählte man die Berge zum Riesengebirge. Der Name Iser geht vermutlich auf eine indogermanische Wurzel es oder is in der Bedeutung „(fließendes) Wasser“ zurück, aus dem auch die Bezeichnungen anderer europäischer Flüsse entstanden. Der tschechische Name des Flusses Jizera ist erstmals 1297 belegt. Heute bezeichnen viele Tschechen die Berge umgangssprachlich als Jizerky.

## Geographie

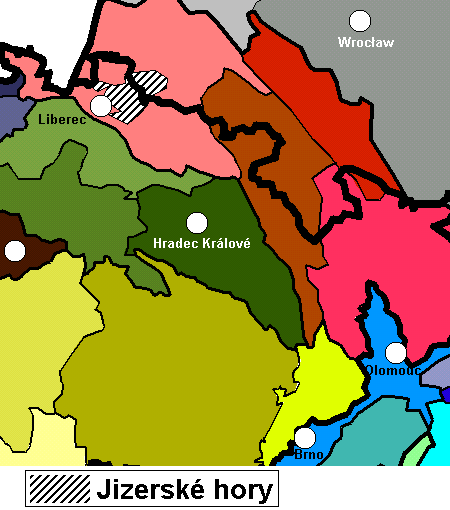
Das Isergebirge innerhalb der geomorphologischen Einteilung Tschechiens und Polens

### Einteilung
Das Isergebirge wird in mehrere parallel verlaufende Kämme eingeteilt (von Norden nach Süden):
- Zackenkamm (Kamienica – 974 m) in Polen,
- Hoher Iserkamm (Wysoka Kopa – 1126 m) – hauptsächlich in Polen,
- Střední jizerský hřeben (Jelení stráň – 1018 m) – in Tschechien,
- Vlašský hřeben (Černý Vrch – 1024 m) in Tschechien,
- Desenský hřeben und Hejnický hřeben (Jizera – 1122 m) – in Tschechien.

Gegen Norden schließt sich das Isergebirgsvorland an.

### Gipfel
Der höchste Berg ist die in Polen gelegene Wysoka Kopa (Hinterberg, 1126 m).
Bekannt sind auch der von einem Aussichtsturm bekrönte Smrk (Tafelfichte, 1124 m) an der polnisch-tschechischen Grenze, dessen Gipfel in Tschechien liegt, und der Stóg Izerski mit der Heufuderbaude.
Der Tafelstein (tschechisch Tabulový kámen, 1072 m) an der polnisch-tschechischen Grenze am Nordhang der Tafelfichte markierte die ehemalige Grenzen der Herrschaften
- der Grafen Gallas in Friedland,
- der Herren von Gersdorff auf Meffersdorf im oberlausitzschen Queiskreis und
- der Grafen Schaffgotsch in Schreiberhau/Schlesien.

In der Zeit zwischen 1742 und 1815 wurde er zum Dreiländereck Sachsen/Böhmen/Preußen.
Das Isergebirge ist den letzten Jahrzehnten des 20. Jahrhunderts vielen Bergsteigern und Wanderern, aber auch Oppositionellen der DDR und der ČSSR, durch das Misthaus ein Begriff geworden.

## Geologie
Das typische Gestein des Isergebirges ist der porphyr-biotitische Granodiorit (Isergebirgsgranit). Auffällig ist seine Grobkörnigkeit mit markanten Kristallen von rötlichem Feldspat. Er entstand vor gut 250 Millionen Jahren. Besonders sichtbar ist er in den bizarren Felsen am Nordhang des Gebirges, aber auch verbaut in einigen Stationen der Prager U-Bahn, in älteren Gebäuden von Liberec oder Jablonec nad Nisou, bei Aussichtstürmen auf Bergen des Gebirges und bei den Hafenanlagen der Stadt Kiel. Beeindruckende Granitblöcke befinden sich auch auf den Gipfeln von Taubenhaus (Holubník), Vogelkuppen (Ptačí kupy), Raubschützenfelsen (Pytlácké kameny) oder Klein Iser (Jizera). In die Sandablagerungen der Bergbäche gelangten Kristalle diverser Minerale wie beispielsweise Rubine oder Saphire. Sie entstammen Gesteingängen im Granit (verwittertes Pegmatit). Die sogenannten Isergebirssaphire gehören zu den schönsten Europas und wurden bereits seit dem Mittelalter in den Ablagerungen des Safírový potok oder im Fluss Jizerka gesammelt.
Im Mittelteil des Gebirges treten vulkanische Gesteine hervor (Basalte oder Olivin- und Nephelin-Vulkanite). Besonders markant ist der kegelförmige Buchberg (Bukovec). Weiterhin bedeutend sind die Basaltberge in der Nähe von Friedland (Frýdlant v Čechách).
Im südwestlichen Teil des Gebirges nahe Neustadt an der Tafelfichte (Nové Město pod Smrkem) sind Glimmerschiefer und Phyllite zu entdecken, d. h. Gesteine aus dem ältesten Erdaltertum. Der Charakter des Gebirges unterscheidet sich hier von dessen übrigen Teilen. Südlich von Neustadt fand man Buntmetallerze, vor allem das Zinnerz Kassiterit. Eine Reihe aufgelassener Bergwerke wie auch die schachbrettartige Anlage der Stadt zeugen heute vom einst blühenden Bergbau. Im Gebirge sind außerdem Felsgebilde aus Quarz anzutreffen. Der Quarzabbau begann teilweise schon im 13. Jahrhundert.
Eine Varietät des Titaneisens Ilmenit ist das tiefschwarze Iserin, das erstmals in Form von losen, abgerollten Körnern auf der Iserwiese nahe der Gemeinde Jizerka in Tschechien gefunden wurde. Dort fanden sich auch Edelsteine wie Saphir, Topas, Zirkon, Smaragd und Rubin.

## Gewässer

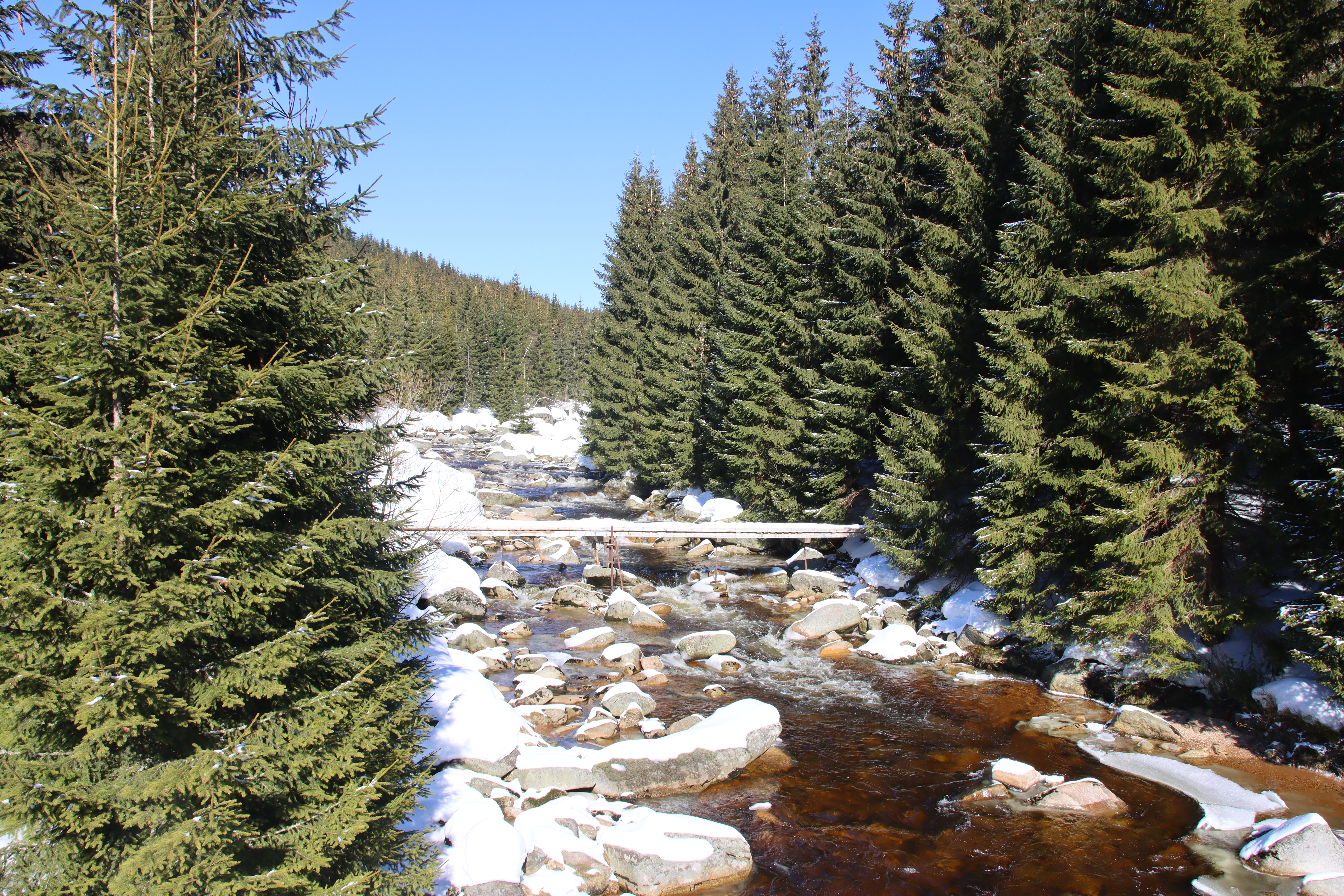
Die Iser bildet die Grenze zwischen Polen und Tschechien

Die Vielzahl von Wasserläufen, Quellen, Talsperren und Moortümpeln weisen auf den Wasserreichtum des Isergebirges hin. Schätzungen ergaben, dass das hier gespeicherte Wasser rund einem Zehntel des Gesamtverbrauchs an Trinkwasser in der Tschechischen Republik entspricht. Über das Gebirge verläuft die Wasserscheide zwischen Ost- und Nordsee. Während die Flüsse der südöstlichen Gebirgsseite (Iser, Desse und Kamnitz) in die Nordsee fließen, suchen Lausitzer Neiße, Wittig und Queis auf der West- und Nordseite ihren Weg in die Ostsee. Typisch für dieses Gebiet sind aufgrund der Granitfelsen die mehrstufigen Wasserkaskaden mit Stromschnellen und Wasserfällen.

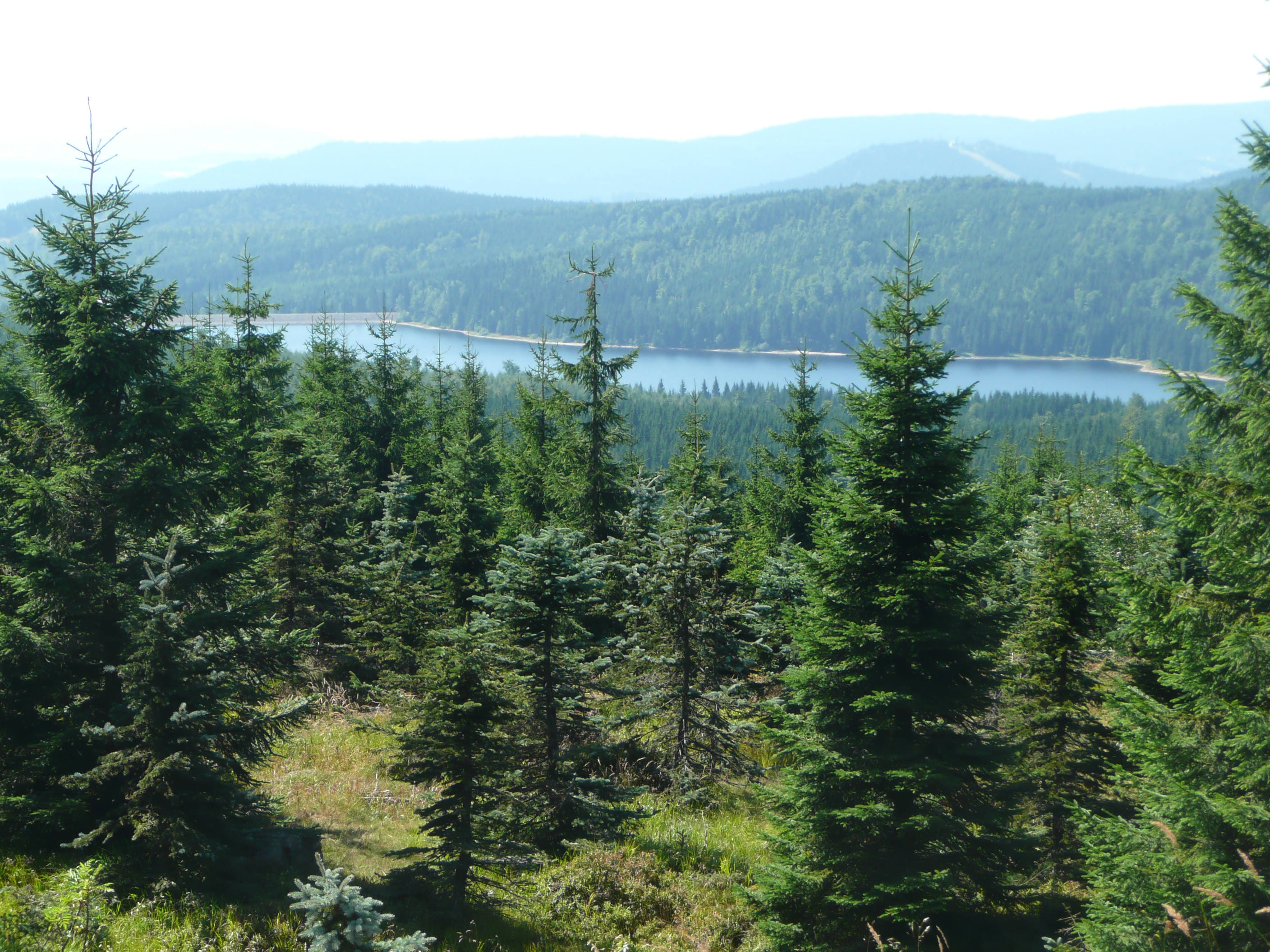
Blick vom Promenadenweg bei Jizerka auf die Darretalsperre (Souš)

Bedeutend für das Aussehen des Isergebiges sind seine Moore, die seit dem Ende der Eiszeit vor 10.000 Jahren entstanden. Sie stehen bis auf Ausnahmen allesamt unter Naturschutz. Früher dienten sie zum Torfabbau. Das höchstgelegene Moor ist etwa sechs Meter mächtig.

## Klima und Wetter
Typisch für das Isergebirge ist sein sehr raues Klima. Nebeltage und Nieselregen sind keine Seltenheit. Die Berge sind teilweise bis zu 160 Tagen mit Schnee bedeckt. Die Sommer sind kurz und mäßig kühl, so dass bisweilen die Temperatur in den Gipfelzonen unter den Gefrierpunkt fällt. Lange und hartnäckige Winter charakterisieren das Gebiet.

### Durchschnittstemperaturen
Die durchschnittlichen Temperaturen hängen stark von der Meereshöhe ab, so dass Unterschiede bis um zu 2 °C auf einen Höhenunterschied von 100 Metern als normal gelten. Aufgrund der verringerten Luftzirkulation bestimmt im Gegensatz zur Umgebung eine konstant niedrige Temperatur die sogenannten „Eiskessel“. Die bekannteste dieser Stellen ist die Ortschaft Klein Iser (Jizerka). Im Jahre 1942 wurde hier mit −42 °C der absolute Kälterekord gemessen.
Typisch für das Gebirge ist die Temperaturinversion in den Wintermonaten. Während es in den höher gelegenen Gebieten wärmer ist, bilden sich in Niederungen wie dem Liberecer Kessel „Seen“ kalter Luft. Schadstoffe in vermehrter Konzentration verschlechtern die Sicht, die sich allerdings mit jedem Höhenmeter verbessert und das Blau des Himmels freigibt.

### Niederschlagsverhältnisse

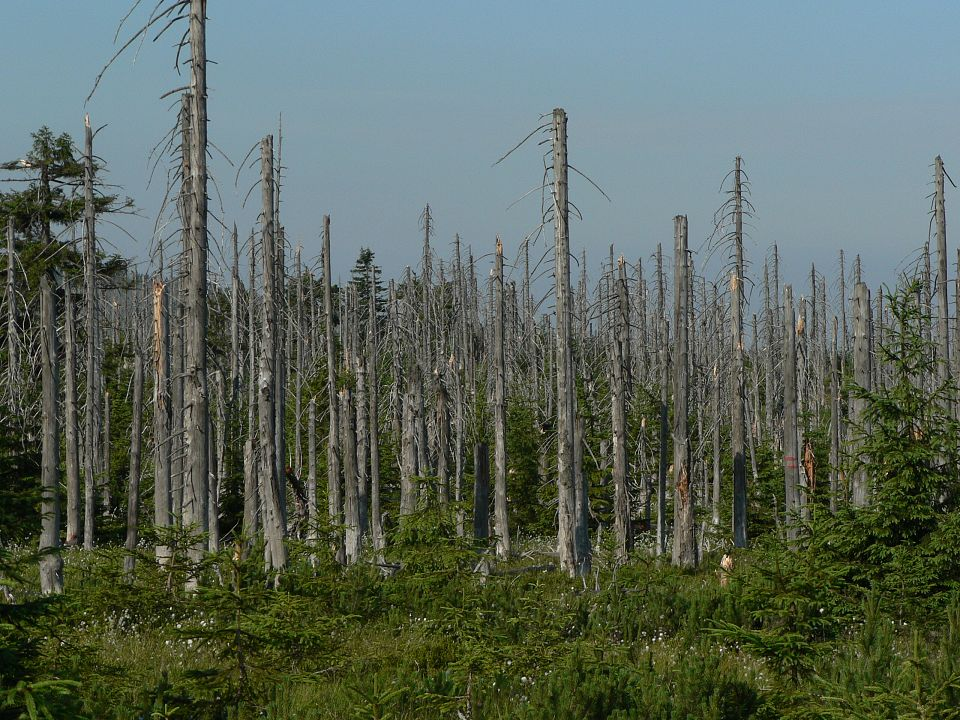
Fichtenwald im Juli 2006

Besonders auf den Hochflächen fällt aufgrund der vorherrschenden Nordwestwinde vermehrt Niederschlag. Auf diesen höheren Teil des Sudetenmassivs sind im mittleren Vergleich die täglichen, monatlichen und jährlichen Niederschlagsmengen auf dem Gebiet Tschechiens und der Slowakei auffällig. Im Ort Klein Iser (Jizerka) wurde der absolute Rekord gemessen (2201 mm im Jahr 1926). Am wasserreichsten sind die Monate Juli und August, am niederschlagärmsten sind Februar und März. Deutlich ist, dass sich mit steigender Höhe die Niederschlagsmenge erhöht. Vor allem in den Sommermonaten steigt der Wasserstand der größten Bergflüsse. In Erinnerung steht noch die schlimmste Überschwemmung Nordböhmens im Jahre 1897.

### Luftschadstoffbelastung
Die im Wesentlichen ungefilterte Verbrennung von Braunkohle in den Kohlekraftwerken der DDR und Polens im Oberlausitzer Bergbaurevier verunreinigte über Jahrzehnte die Luft durch unzureichenden Emissionschutz erheblich. Besonders in den 1980er Jahren überschritt die Schwefeldioxid-Konzentration die für den Waldbestand kritische Höhe, so dass die Grundvoraussetzung für eine gesunde Baumentwicklung nicht mehr bestand (Waldsterben). Dem Absterben einzelner Bäume folgte der Tod ganzer Fichtenbestände. Nach den Sanierungen der Braunkohlekraftwerke in Polen und im Erzgebirge bzw. nach der Umstellung auf Gas ab dem Jahr 1989 ging die SO2-Konzentration um mehr als ein Drittel der Werte in den 1980er Jahren zurück. Eine schnelle Regenerierung der Waldbestände begann. Dennoch erscheinen auf Dauer hin sowohl die Änderung der Zusammensetzung des Baumbestandes als auch die Zunahme des Autoverkehrs problematisch.

## Biogeographie

### Flora
Bis zur Kolonisation im 13. Jahrhundert machten Fichten und Tannen zwei Drittel des Baumbestandes aus, außerdem wuchsen Buchen, Bergahorn, Ulmen und Birken. Die Siedler bauten Häuser und rodeten Wälder für die Landwirtschaft. Besonders einschneidend war das Aufkommen der Glasindustrie im 17. und 18. Jahrhundert. Die Asche des in den Glasöfen verbrannte Holzes wurde ebenfalls in der Glasherstellung benötigt. Allerdings erließ die Obrigkeit im 18. Jahrhundert verschiedene Erlasse, die den Abbau einschränken sollten. So zogen sich die Glasmacher ins Vorland zurück und nutzten die Bäume anderer Wälder. Damit begann auch eine gewisse Wiederaufforstung, wobei bereits im 19. Jahrhundert 90 Prozent des Waldbestandes Fichten ausmachten. Jedoch erwies sich die Monokultur als nicht widerstandsfähig, so dass 1906 das Isergebirge erstmals von einer Nonnenplage heimgesucht wurde. Borkenkäfer und Lockenwickler wirkten insbesondere zusammen mit den Belastungen durch Emissionen des Braunkohlebergbaus zerstörerisch. Die heutige Zusammensetzung dieser Wälder lässt sich mit 75 Prozent Fichten, 10 Prozent Buchen und Kahlflächen bzw. andere Baumarten beschreiben. Es ist deutlich, dass nur kleine Ausnahmen den ursprünglichen Baumbestand des Gebirges widerspiegeln. Allerdings bemühen sich Forst und Naturschützer um eine Wiederbelebung des ursprünglichen Waldes, für die auch Gelder aus der Europäischen Union fließen.
In den Fichtenwäldern sind Heidelbeere, Draht-Schmiele, Wurmfarn und andere Moosarten typisch für den Boden. Außerdem ist der Schwalbenwurz-Enzian verbreitet. In Buchenwäldern gedeihen Echter Seidelbast, Wildes Silberblatt, Türkenbundlilie, Eisenhut und Alpen-Milchlattich.
Die Moore sind zu großen Teilen von eher anspruchslosen Torfmoosen bewachsen. Senkt sich der mooreigene Wasserspiegel ab, setzt eine Verheidung der Mooroberfläche ein, so dass das Wachstum von Zwergsträuchern begünstigt wird. Weiterhin sind Preiselbeere, Schwarze Krähenbeere, Rosmarinheide, Wacholder, Riedgras, Wollgras und Sonnentau anzutreffen.
Die seit 800 Jahren angelegten Bergwiesen charakterisieren das Isergebirge auf eine heute natürlich anmutende Weise. Auf ihnen gedeihen neben einer Reihe von Blütenpflanzen auch seltene Orchideenarten. Besonders am Nordhang des Bukovec gibt es ein großes Vorkommen der Trollblume. Das Fuchskreuzkraut nutzten die Bewohner des Gebirges als Allheilmittel, das sie im getrockneten Zustand auch nach Deutschland verkauften.

### Fauna
Ursprünglich lebten im Isergebirge auch Bären, Wölfe und Luchse. Allerdings sah der Mensch in ihnen eine wirtschaftliche Bedrohung, so dass der letzte Bär 1741 und der letzte Wolf um 1800 geschossen wurden. Weiterhin brachte die ökologische Katastrophe in den 1980er Jahren zwar nicht unbedingt eine Dezimierung der natürlichen Vielfalt der Tierarten mit sich, wohl aber war deren Lebensraum stark eingeschränkt. Heutzutage suchen sich jedoch die verbliebenen Tiere neue Territorien. Zu ihnen gehören Luchs, Kranich, Kolkrabe und Falke, aber auch Hirsch, Reh, Damwild und Mufflon.
Das letzte Wildschwein wurde 1924 geschossen, doch flüchteten einige nach Ende des Zweiten Weltkrieges aus Schlesien, so dass sie heute wieder eine Population von mehreren Hundert – vor allem im Gebiet von Frýdlant v Čechách – ausmachen.
Früher gehörten auch Auer- und Birkhahn zum jagdbaren Wild des Gebirges, von denen allerdings nur die Birkhähne überlebt haben. Ihr Lebensraum sind die Hochflächen mit den Mooren. Weitere Vogelarten des Gebirges sind Uhu, Raufußkauz, Hausrotschwanz, Trauerschnäpper, Grauschnäpper, Kleiber, Baumpieper und Meisen. Teilweise sind auch Schwarzstorch, Schwarz- und Grünspecht, Wasseramsel und Bachstelze anzutreffen. Aufgrund der ökologischen Katastrophe war besonders die Zahl der Bussarde und Habichte rückläufig, doch gibt es Naturschützer, die Holzkästen aufgestellt haben, so dass ein Anstieg der Population zu verzeichnen ist.
Kleinere Säugetiere sind Gemeine Spitzmaus, Kleine Spitzmaus, Bergspitzmaus, Waldmaus, Haselmaus und Siebenschläfer. Außerdem trifft man auf Fuchs und Baummarder. Besonders in den Buchenwäldern sind Salamander, Laufkäfer, Bockkäfer und Hirschkäfer vorhanden. Für das Gebirge typische Schmetterlinge sind Nagelfleck, Limenitis archippus und Trauermantel.
Spinnen, Libellen und Käfer charakterisieren vor allem die Fauna der Moore, so die Wolfsspinne, der Hochmoor-Glanzflachläufer Agonum ericeti, der kleine Laufkäfer Patrobus assimilis und der Schwimmkäfer.
Gebirgsbäche, Teiche und Stauseen sind reich an einer Vielzahl von Fischen. Die Fischzucht begann im 17. Jahrhundert. Aus dieser Zeit stammt der Fischteich von Šolc bei Raspenava. Wallenstein förderte dies und ließ neue Wasserbauten errichten. Im oberen Gebirge jagten die Bewohner die Bachforelle. In den Stauseen wurde der Bachsaibling ausgesetzt, allerdings starb die Population des Stausees an der Černá Nisa im Jahre 1949 aufgrund des plötzlichen Tauwetters aus. In den 1960er Jahren führte die Versauerung des Wassers zu einem generellen Fischsterben. Erst in den 1990er Jahren siedelten sich einige Fischarten in den Gewässern wieder an.
Es kommen sieben Fledermausarten vor, die in alten Überlaufstollen und Bergwerksstollen zu Hunderten überwintern.

## Geschichte

### Frühgeschichte
Bei den Hruškové skály gruben Archäologen vor dem Zweiten Weltkrieg Scherben von Gefäßen aus, die wohl in die späte Steinzeit zu datieren sind. Funde ähnlicher Natur fand man sowohl an den Pohanské kameny im Gebiet von Friedland (Frýdlant v Čechách) als auch am Chlum bei Raspenau (Raspenava), wo Äxte und anderes Gerät aus der Zeit zwischen dem 2. und 1. Jahrhundert vor Christus entdeckt wurden. Unklar ist, ob diese germanischen, slawischen oder keltischen Ursprungs sind.

### Mittelalter
Zunächst siedelten sorbische Slawen im Gebiet des heutigen Friedland (Frýdlant v Čechách). Ortsnamen wie Černousy oder Horní Řasnice erinnern daran. Lausitzer Sorben waren es auch, die im heute polnischen Teil die Gottheit Flins anbeteten, nach dem die weißen Quarzfelsen auf dem Wysoki grzbi benannt wurden. Die intensive Besiedlung des böhmischen Vorlandes erfolgte ab dem Jahr 1278, als die Familie von Bieberstein die Burg in Friedland (Frýdlant v Čechách) erwarb und deutsche Kolonisten ins Land holte. An den Bächen erbauten sie die für die Deutschen typischen Fachwerkhäuser. Hinter ihnen befanden sich die streifenförmigen Felder („Gewanne“). Diese sogenannten Gewannsiedlungen bestimmen bis heute das Bild der Dörfer im Gebiet um Friedland.
In zeitlicher Nähe wurde unter der Regentschaft des Friedländer Adels Reichenberg (Liberec) gegründet – die Kirche ist seit 1532 bezeugt. Während im nördlichen Gebiet vermehrt Landwirtschaft betrieben wurde, entwickelte sich aufgrund des weniger fruchtbaren Bodens im Raum Reichenberg neben der Weidewirtschaft die Textilherstellung.
Das Gebiet von Gablonz (Jablonec nad Nisou) wurde zu einem Teil vom Kloster Hradiště und zu einem anderen vom böhmischen Adel verwaltet. Nach 1300 entstanden so im südlichen Bergvorland erste Kirchbauten in Dörfern wie Reichenau (Rychnov u Jablonce nad Nisou), Držkov oder Zlatá Olešnice u Tanvaldu. Die Hussitenkriege im 15. Jahrhundert unterbrachen eine Besiedlung der höher gelegenen Gebiete des Gebirges.

### Frühe Neuzeit / 16.–17. Jahrhundert
Im 16. Jahrhundert lassen sich sowohl im böhmischen als auch im schlesischen Teil vermehrt Spuren menschlichen Wirkens feststellen, die zu einem großen Teil auf den Zinnbergbau, vor allem unter der Regentschaft von Melchior von Redern, aber auch auf die wirtschaftliche Nutzung der Wälder zurückzuführen sind. Damit hielt auch die Flößerei Einzug ins Gebirge. Beide Wirtschaftszweige führten zu einer Verdichtung der Bevölkerung. Außerdem zog die Suche nach Edelsteinen an, so dass der Ort Klein Iser (Jizerka) als Edelsteingräbersiedlung Zulauf erhielt. Aufgrund der Funde gab es Auseinandersetzungen über den Grenzverlauf zwischen den Herrschaften von Friedland und Navarov (Burg Návarov).
Zu einem großen Wirtschaftszweig entwickelte sich ebenso ab dem 16. Jahrhundert die Glasherstellung, durch welche die Bevölkerung des Gebietes weiter anstieg. Damit verbunden ging eine Abholzung des Gebirges einher. Die ersten Glashütten lagen im Wald bei Grünwald (Mšeno nad Nisou; 1548), Labau (Huť, s. Pěnčín u Jablonce nad Nisou; 1558), Reiditz (Rejdice, s. Kořenov; 1577) und Friedrichswald (Bedřichov u Jablonce nad Nisou; 1598).
Zu Beginn des 17. Jahrhunderts ist mit dem Gebirge unweigerlich der Name Wallenstein verbunden. Nach ihm wurde das Gebiet zwischen den Generälen Matthias Gallas und Nikolaus von Desfours aufgeteilt, deren Familien bis in das 20. Jahrhundert große Ländereien besaßen. Im Laufe deren Herrschaft erweiterte sich die Glasproduktion, was die Aufforstung der Monokultur Fichte nach sich zog. Viele ehemaliger Holzfäller und Weber fanden ebenso neue Arbeitsmöglichkeiten in der Glasherstellung.
Ebenso fanden nach der Schlacht am Weißen Berg in den ersten Jahrzehnten des 17. Jahrhunderts viele böhmische Exulanten ein neues Zuhause im schlesischen und Lausitzer Teil des Gebirges. Unter anderem wurden von ihnen die Orte Groß Iser (poln. Izera) und Schwarzbach (poln. Czerniawa-Zdrój) gegründet, die heute Teil der Gemeinde Bad Flinsberg (poln. Świeradów-Zdrój) sind.

### 18.–20. Jahrhundert

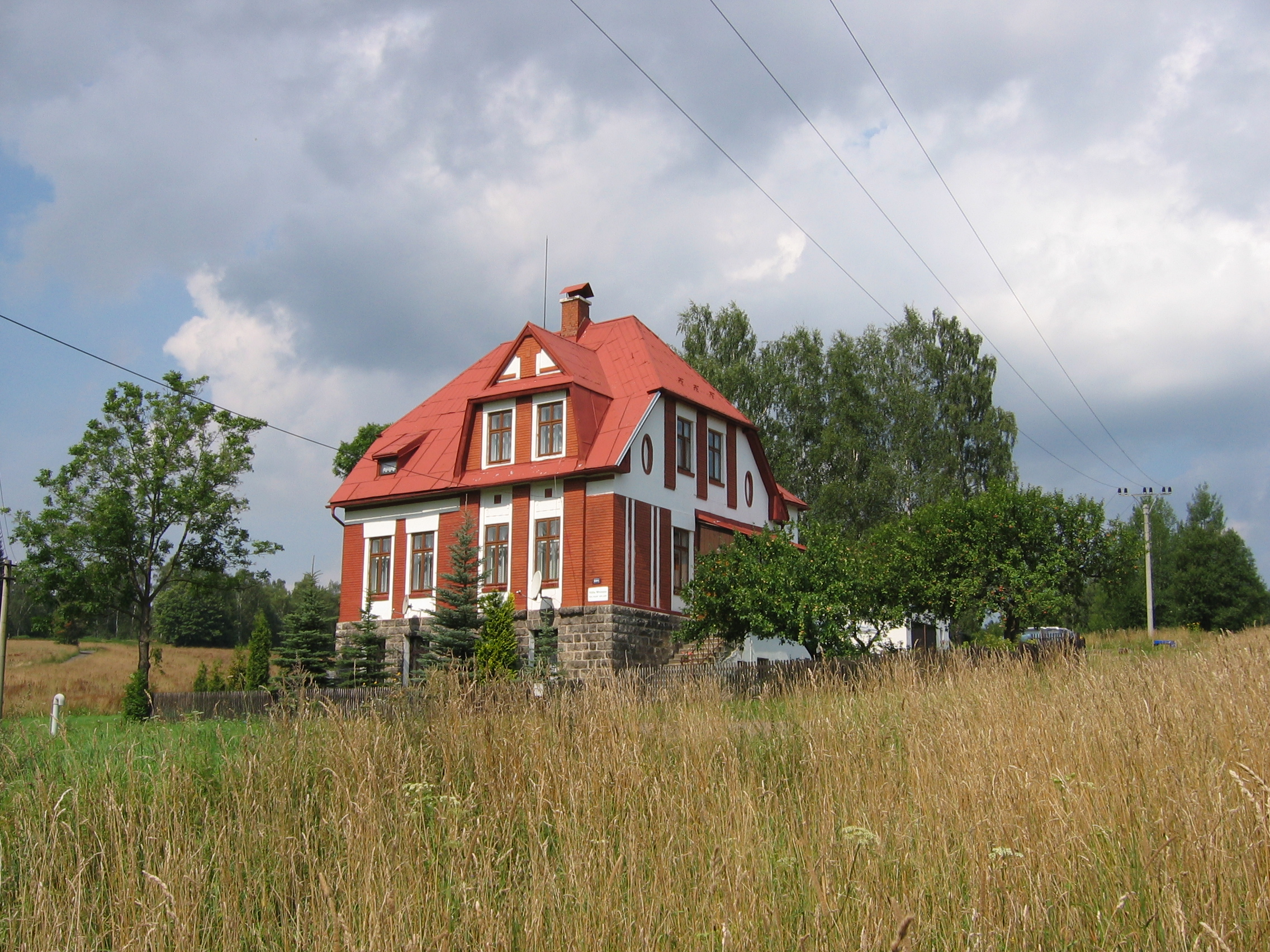
Mehrstöckiges Berghaus, ehemals Glasbläservilla

Auch wenn in den vorangegangenen Jahrhunderten ein wirtschaftlicher Aufstieg zu verzeichnen ist, so doch auf Kosten der Bevölkerung. Es blieb nicht aus, dass am Ende des 18. Jahrhunderts die entstandenen Spannungen sich im Raum Friedland (Frýdlant v Čechách) durch Bauernaufstände entluden. Dennoch entwickelte sich im 19. und 20. Jahrhundert besonders das Gebirgsvorland zu einem äußerst stark industrialisierten Gebiet. Viele Fabriken zeugen heute noch von dieser Zeit. Zu ihnen wurden Kanäle errichtet, welche das Wasser zum Antrieb von Textilmaschinen leiteten.
In der Region von Gablonz (Jablonec nad Nisou) nahm die Produktion von Glas ein bemerkenswertes industrielles Ausmaß an. Einerseits entstanden etliche Hütten, andererseits ist vor allem in Kleinskal (Malá Skála) und in Morchenstern (Smržovka) das Aufkommen der Herstellung von Bijouteriewaren zu beobachten.
Ebenso entstanden Glashütten auf dem schlesischen Gebiet, beispielsweise in Karlsbad (poln. Orle) oder in Schreiberhau (poln. Szklarska Poręba).
Die mit der Entwicklung des im 19. Jahrhundert beginnenden Fremdenverkehrs errichteten Berghütten und Aussichtstürme waren zunächst Ziele reicher Bevölkerungsschichten, doch organisierten im Laufe der Zeit immer mehr Arbeitervereine Ausfahrten ins Gebirge.
Ab 1900 kam es in Böhmen zu Konflikten zwischen nationalistisch gesinnten Deutschen und Tschechen, die besonders nach dem Ersten Weltkrieg erstarkten. Ausdruck dessen war die Ausrufung der Provinz Deutschböhmen am 29. Oktober 1918 als Antwort auf die an einem Tag eher stattgefundenen Gründung der Tschechoslowakei. Ebenso zählen dazu die Repressalien gegenüber der tschechischen Bevölkerung, so dass diese das Gebiet nach der militärischen Besetzung des Sudetenlandes durch das Deutsche Reich in Folge des Münchner Diktats im Jahr 1938 verließ.
Nach dem Zweiten Weltkrieg wurde infolge der Beneš-Dekrete der größte Teil der Deutschen aus Böhmen vertrieben. Dadurch blieben viele Ortschaften unbewohnt und etliche Produktionsstätten kamen zum Erliegen. Das Ende von über viele Jahrhunderte lang gewachsenen Traditionen des Isergebirges war damit besiegelt. Erst zum Ausgang der 1960er Jahre begann eine Wiederbelebung der Dörfer, als sowohl Gebirgsvorländer als auch Prager sich die traditionellen Häuser zu Wochenendhäusern ausbauten und so zum Erhalt der architektonischen Grundsubstanz beitrugen.
Ebenso markierte das Jahr 1945 für das schlesische Gebiet einen markanten Einschnitt. Dieser Teil unterstand ab sofort der polnischen Verwaltung. Die deutsche Bevölkerung wurde ausgesiedelt. Zudem erwies sich in den folgenden Jahrzehnten der Aufbau eines lebendigen Fremdenverkehrs als schwierig, da Grenzüberschreitungen auf Wanderwegen untersagt waren. Viele Hütten und Gasthäuser verfielen, so dass sich nur noch die Landwirtschaft etablieren konnte.
Die in den 1980er Jahren einsetzende ökologische Katastrophe hielt die Menschen nicht ab, besonders in Böhmen die Möglichkeiten des Wintersports zu nutzen. Außerdem öffneten nach dem Zusammenbruch des kommunistischen Regimes Berghütten, Gasthöfe und weitere Einrichtungen nicht nur Betriebsangehörigen, sondern allen Touristen ihre Türen. Ein wichtiger Wirtschaftszweig der tschechischen Republik konnte sich etablieren und dem Gebirge einen entsprechenden Charakter geben. Dies wurde durch die Öffnung der tschechisch-polnischen Grenze unterstützt. Gerade die internationale Zusammenarbeit im Bereich des Tourismus zeigt bereits gute Früchte.

## Naturschutz

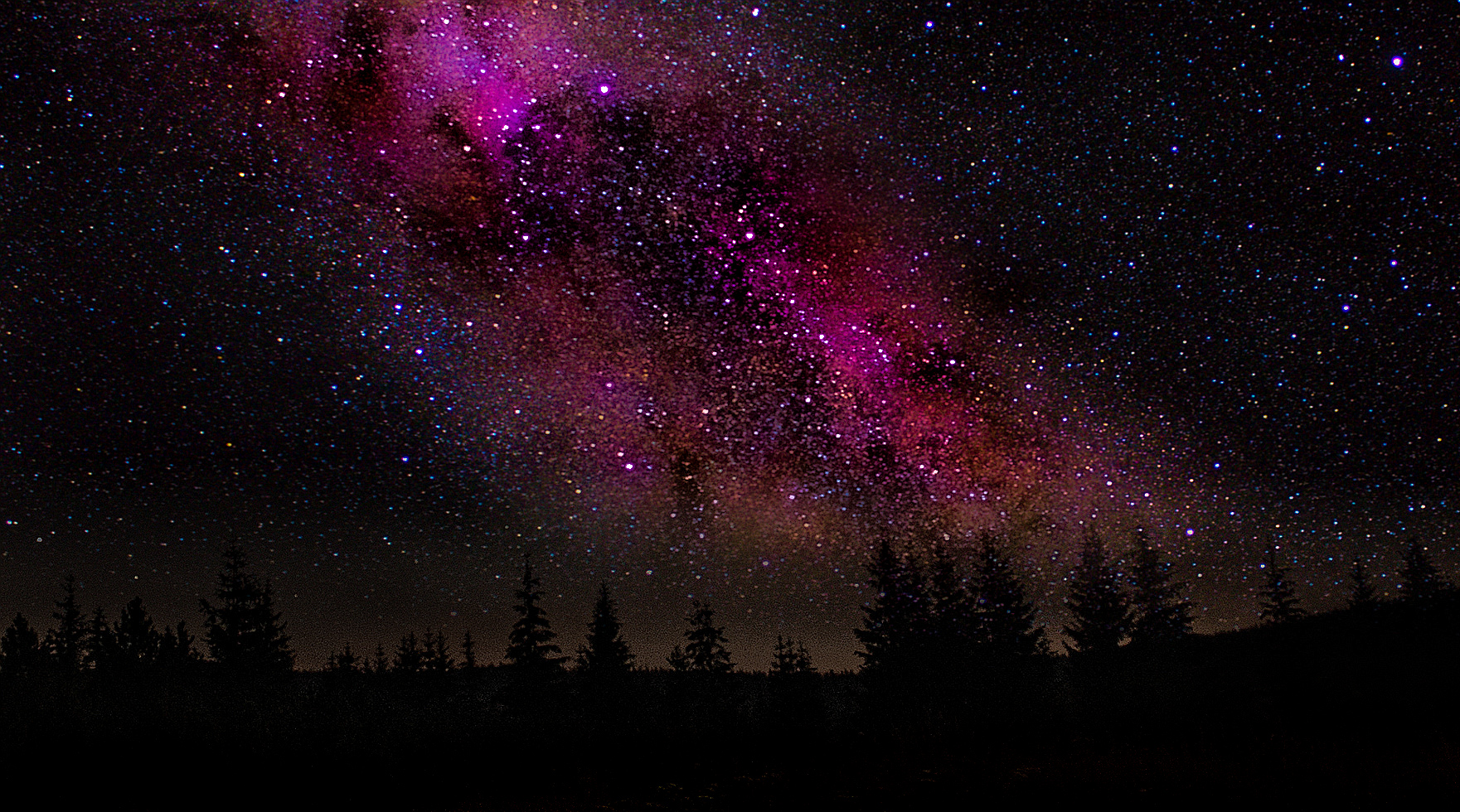
Milchstraße über dem Isergebirge

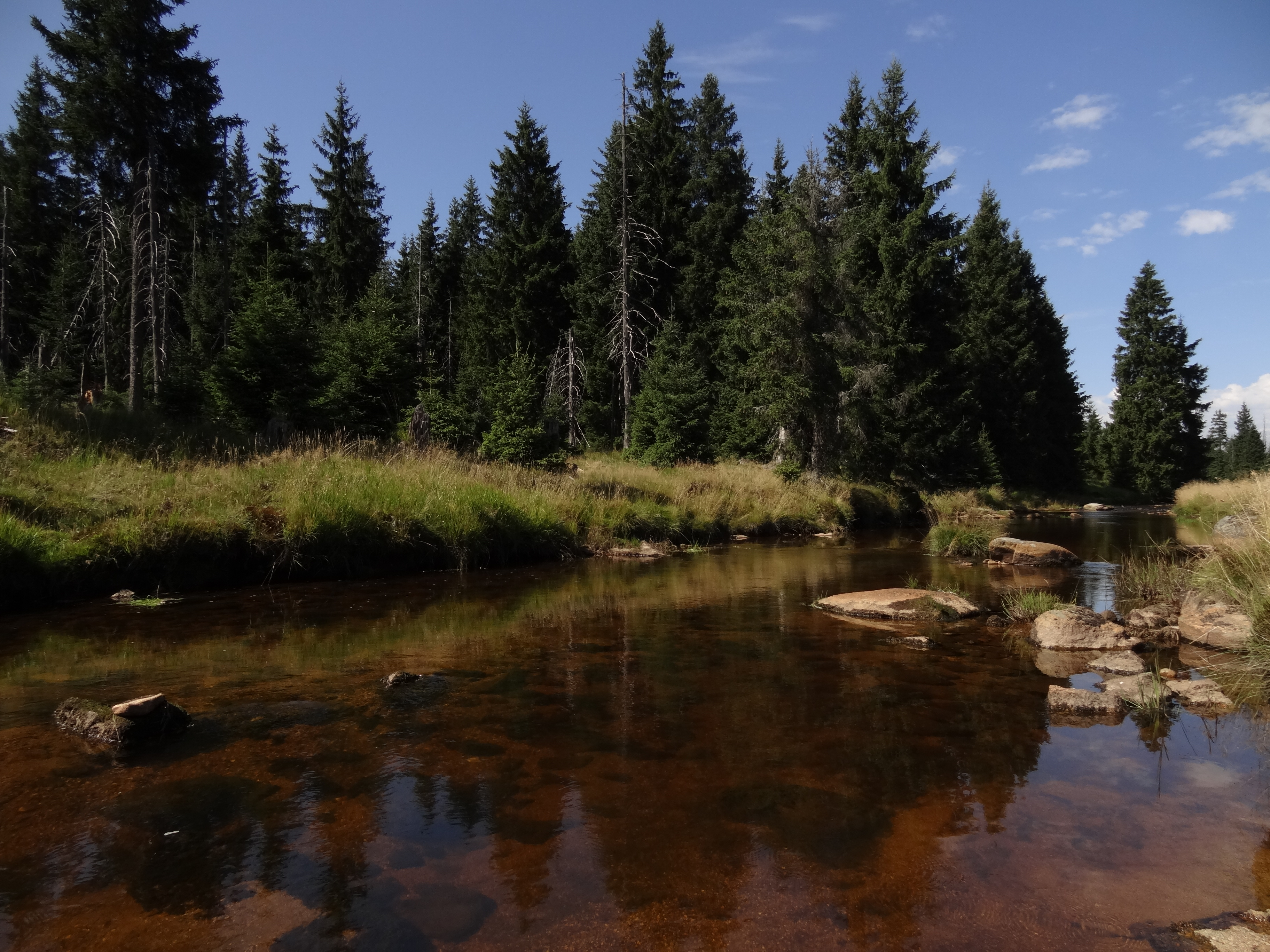
Hochmoor im Tal der Iser

### Lichtschutzgebiet
Am 4. November 2009 wurde das Lichtschutzgebiet Iser gegründet, das erste transnationale Lichtschutzgebiet auf der Welt. Es befindet sich beidseits der polnisch-tschechischen Grenze.

### Naturreservate
Die klimatischen und geologischen Bedingungen sind günstig für die Entstehung von Hochmooren auf dem Hohen Iserkamm, die hier eine dicke von bis zu sechs Metern erreichen und zahlreichen seltenen Pflanzen- und Tierarten Raum bieten. Zu den Naturreservaten zählen:
- Naturreservat Hochmoor im Tal der Iser
- Naturreservat Krokusse im Moltkefels

### Vogelschutzgebiet
Am 19. Februar 2011 wurde gemäß der Vogelschutzrichtlinie ein Vogelschutzgebiet im Rahmen der Natura 2000 unter der Bezeichnung Góry Izerskie auf polnischer Seite gegründet. Die Fläche des Schutzgebiets umfasst 20.343,6 ha und umfasst Teile der Gemeindegebiete von Mirsk (10.911,3 ha), Piechowice (516,6 ha), Stara Kamienica (4.617,5 ha), Szklarska Poręba (3.859,6 ha) und Świeradów-Zdrój (438,6 ha).

### Welterbe
Das tschechische Naturschutzgebiet Jizerskohorské bučiny (Isergebirgs-Buchenwälder) wurde 2021 als Teil der Alten Buchenwälder und Buchenurwälder Europas zum UNESCO-Weltnaturerbe erklärt.

## Tourismus
Touristisch ist das Isergebirge vor allem für den Wintersport sowie zum Wandern und Radfahren erschlossen. Zentren für Abfahrtsläufer befinden sich am Tanvaldský Špičák (Tannwalder Spitzberg) in Albrechtice (Albrechtsdorf) und in Bedřichov (Friedrichswald).
Für Langläufer ist der seit 1968 alljährlich im Januar stattfindende Isergebirgslauf auf der Iser-Magistrale über 50 km ein Begriff. Er wird seit 1971 als Memorial Expedition Peru 70 zur Erinnerung an die 1970 am Huascarán in den peruanischen Anden verunglückte tschechische Bergsteigerexpedition ausgerichtet. Mitorganisiert wurde er anfänglich von Gustav Ginzel.
Sowohl im Glas- und Bijouteriemuseum in Jablonec nad Nisou (Gablonz) als auch in der ehemaligen Liščí bouda (Fuchsbaude) in Kristiánov (Christiansthal), dem „Gläsernen Herz der Berge“, sind viele Informationen über die Glasherstellung im Gebirge zu erhalten. In Kristiánov (Christiansthal) befindet sich unweit des Museums ein eindrucksvoller Friedhof vieler Glaserfamilien. Weiterhin bedeutsam für die Geschichte der Glasherstellung und Touristenmagnet ist das Jagdschloss Nová Louka (Neuwiese).
Im schlesischen Teil des Gebirges sind vor allem die Heilquellen in Świeradów-Zdrój (Bad Flinsberg) Ziel der Gäste. Außerdem sind in den Sommermonaten Wanderungen auf den Sępia Góra (Großer Geierstein) bzw. auf den Smrk (Tafelfichte) beliebt, im Winter nehmen einige Skilifte den Betrieb auf.

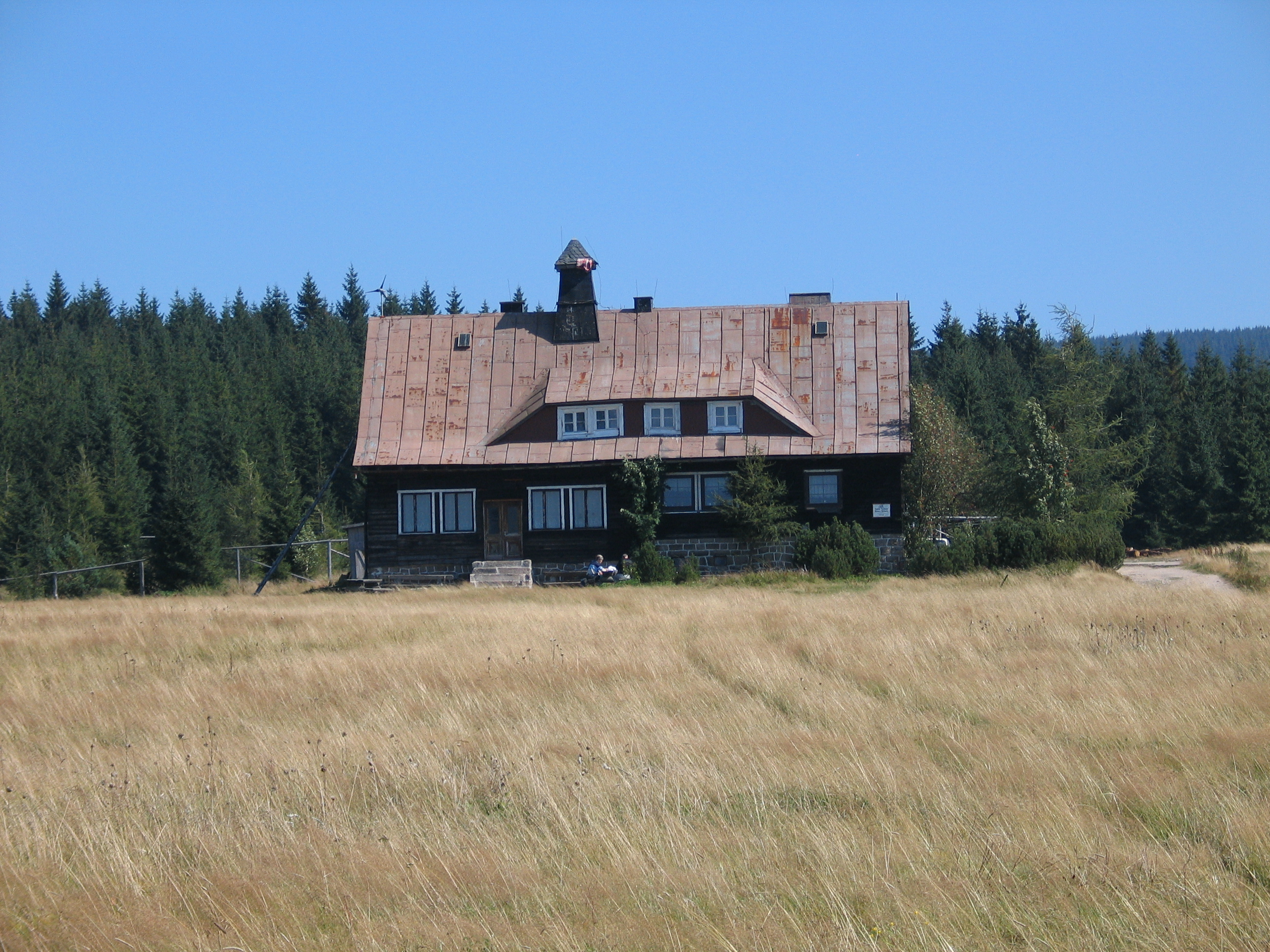
Die Bergbaude Chatka Górzystów auf der Großen Iserwiese (pl. Hala Izerska)
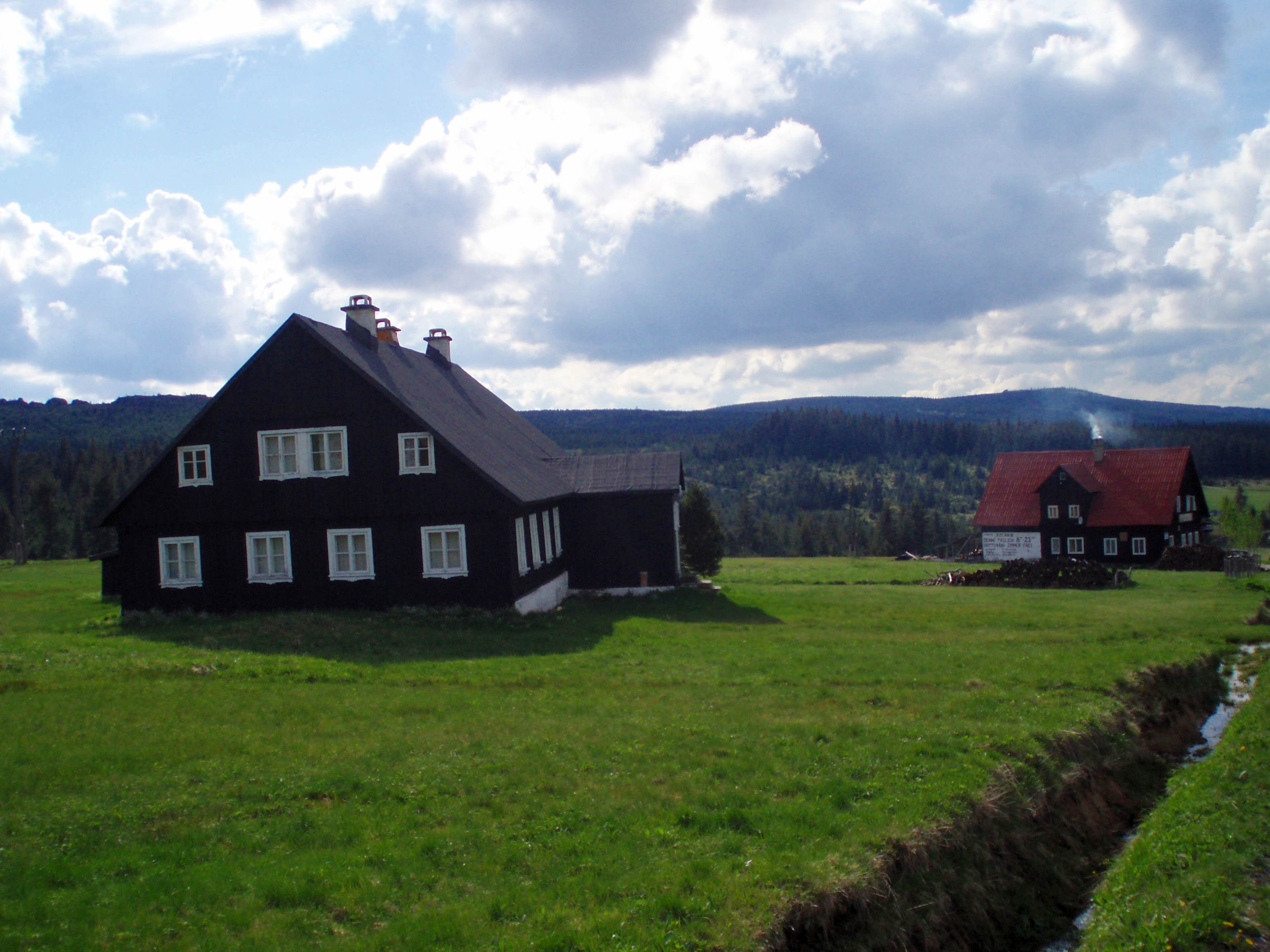
Typische Isergebirgshäuser in Jizerka (Klein Iser)
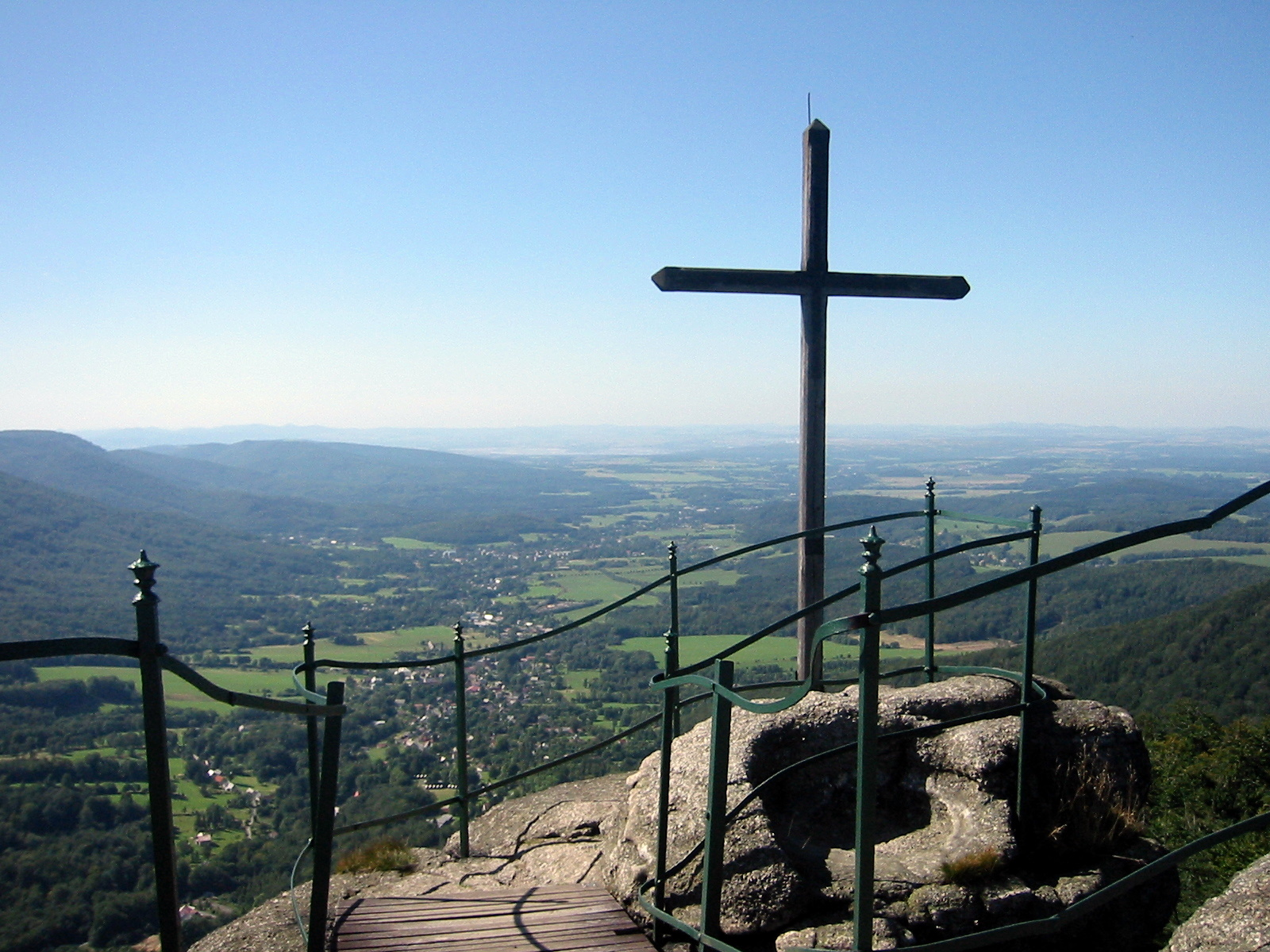
Blick vom Paličník nach Bílý Potok (Weissbach)
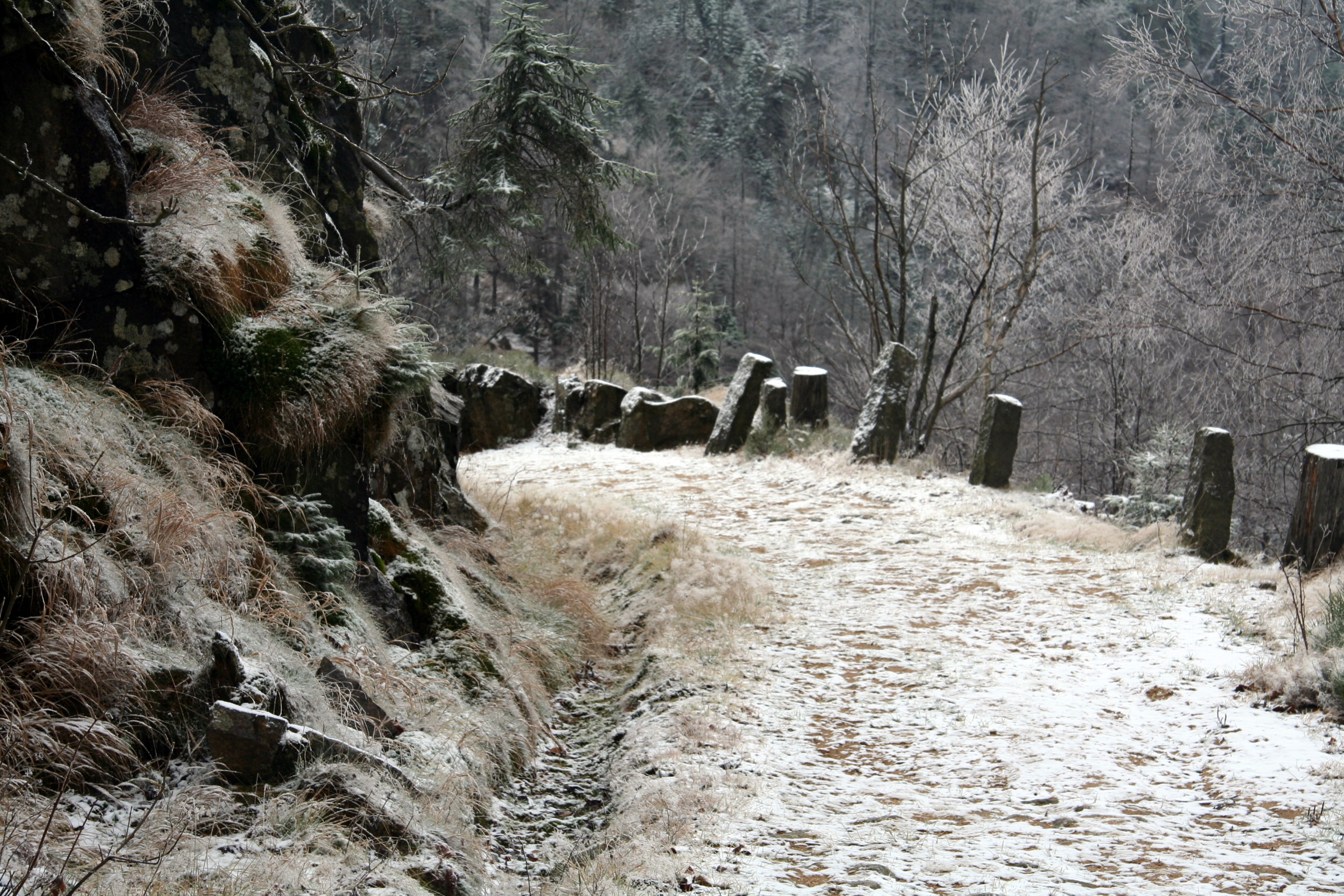
Die Stolpichstraße
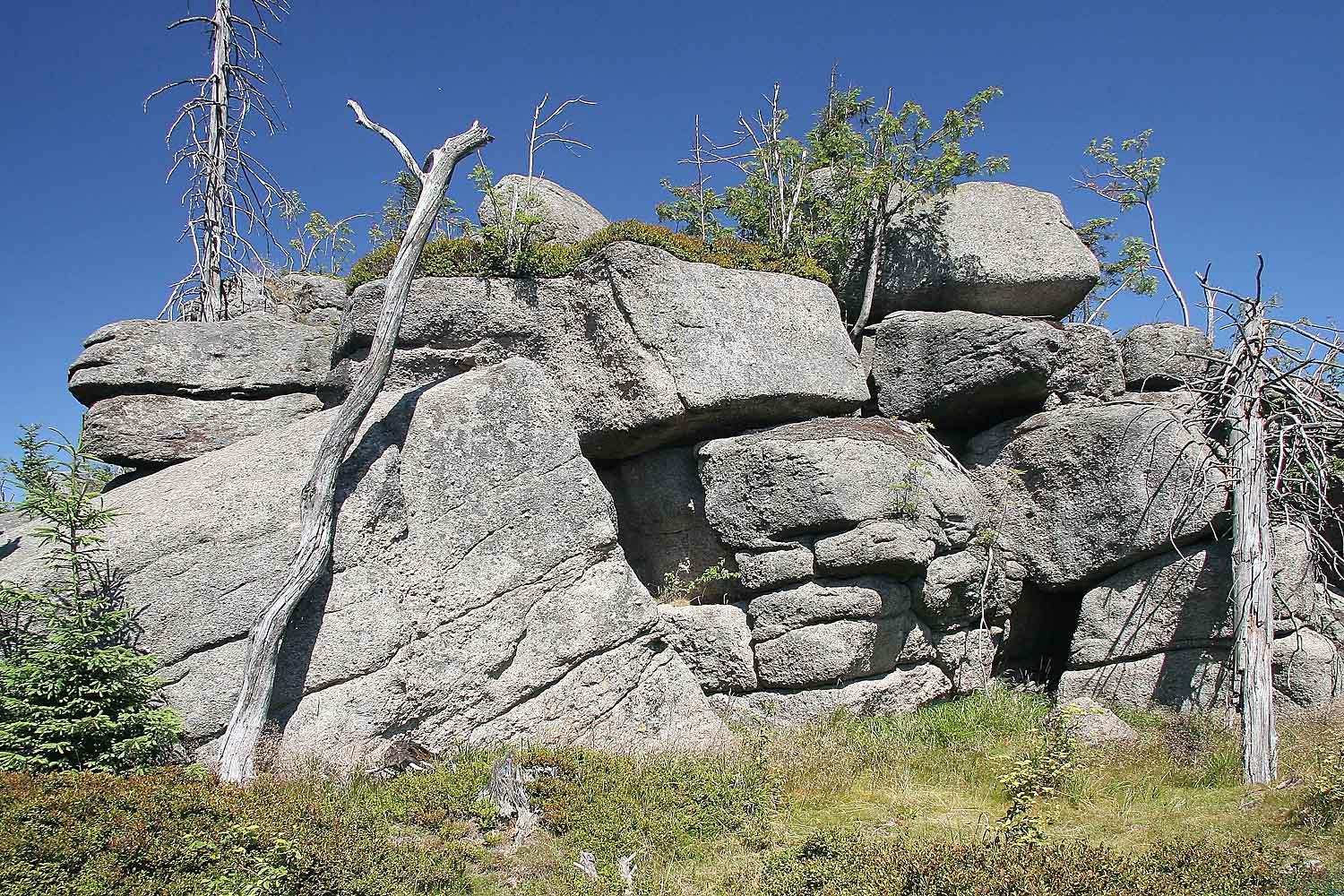
Polední kameny (Mittagsteine)
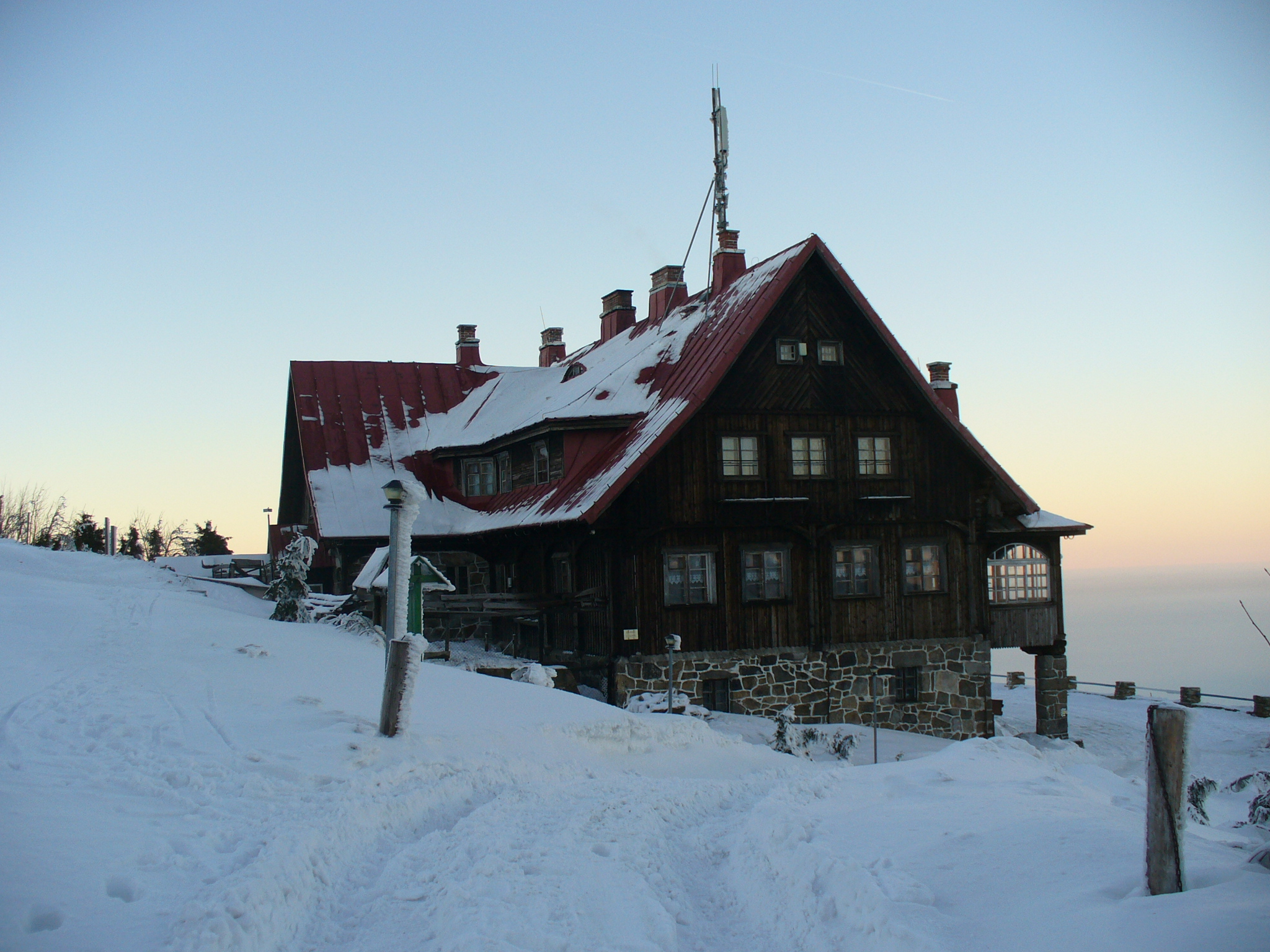
Bergbaude „Stóg Izerski“ (Heufuderbaude)

## Bedeutende Berge

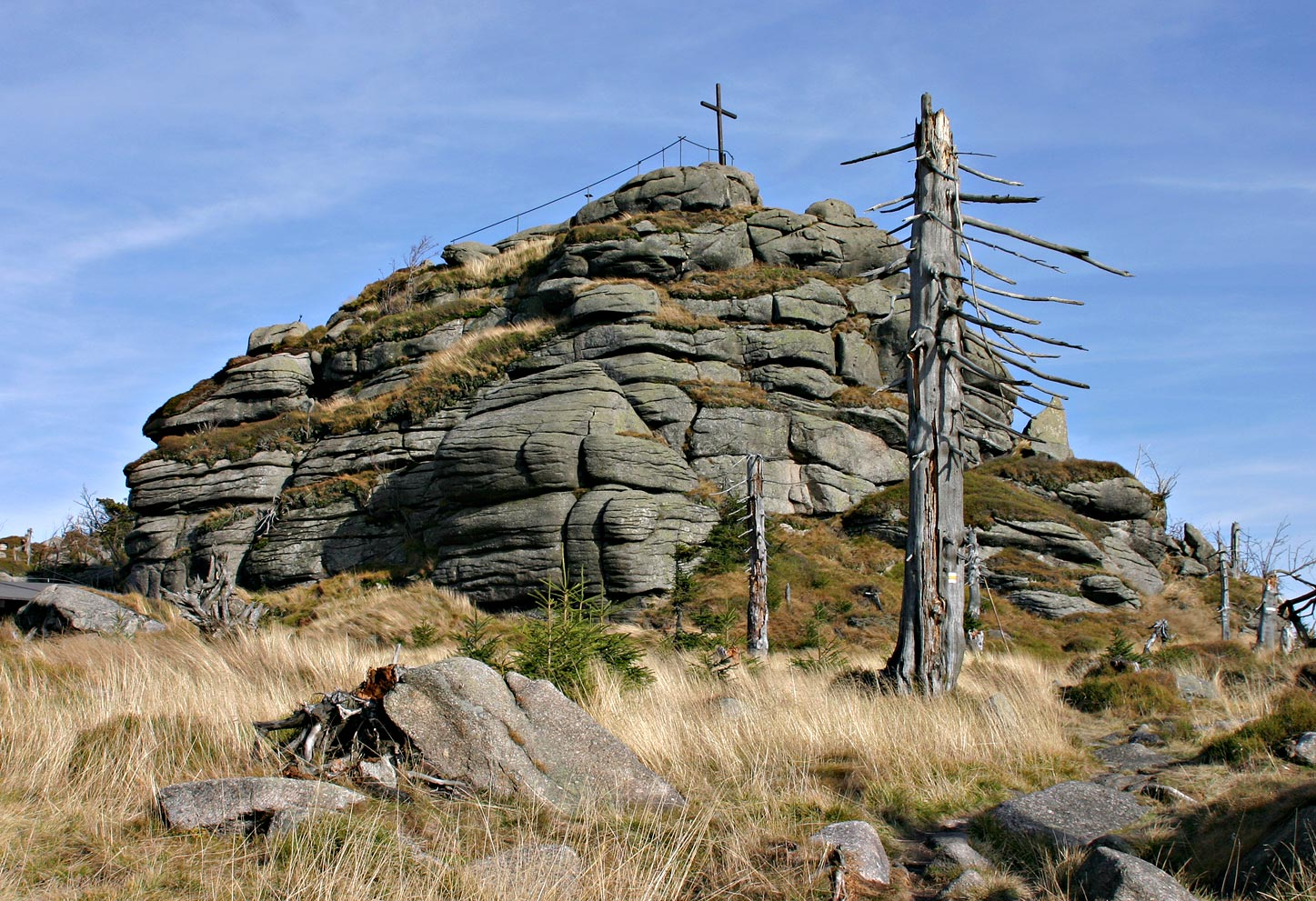
Felsen am Gipfel des Jizera

- Wysoka Kopa (Grüne Koppe oder Hinterberg), 1126 m; höchster Berg des Isergebirges
- Smrk (Tafelfichte), 1124 m; höchster Berg im böhmischen Isergebirge
- Jizera (Siechhübel), 1122 m
- Stóg Izerski (Heufuder), 1107 m
- Černá hora (Schwarzberg), 1085
- Smědavská hora (Wittigberg), 1084 m
- Holubnik (Taubenhaus), 1070 m
- Bukovec (Buchberg), 1005 m; eine der höchstgelegenen Basaltkuppen Europas
- Hvězda (Stern), 959 m
- Černá studnice (Schwarzbrunn), 869 m
- Tanvaldský Špičák (Tannwalder Spitzberg), 831 m; bekanntes Skigebiet bei Tanvald
- Oldřichovský Špičák (Spitzberg), 724 m
- Ořešník (Nußstein) bei Hejnice
- Krásná Maři (Schöne Marie) bei Hejnice

## Bedeutende Moore
- Velká jizerká louka im Naturschutzgebiet Rašeliniště Jizery
- Na Čihadle
- Černá jezírka (Schwarze Teiche)
- Rybí loučky
- Malá jizerská louka
- Klečové louky
- Vlčí louka (Wolfswiese)

 Siehe auch:
- Liste der Naturschutzgebiete im Liberecký kraj

## Persönlichkeiten
- Melchior von Redern (1555–1600), kaiserlicher Heerführer in den Türkenkriegen, Gründer der Stadt Nové Město pod Smrkem
- Wallenstein (1583–1634), Herr von Friedland
- Christian Christoph Clam-Gallas (1771–1838), Besitzer der Herrschaften Reichenberg, Friedland, Grafenstein und Lämberg, Förderer von Kunst und Wissenschaften
- Wenzel Führich (1768–1836), Handwerker und Maler aus Kratzau
- Joseph von Führich (1800–1876), Historienmaler aus Kratzau, Sohn von Wenzel Führich
- Dominik Bimann (1800–1858), Glasschneider und Graveur
- Franz Liebieg (1799–1878), seit 1833 Freiherr von Liebieg, Mitbegründer der Liebieg-Werke in Reichenberg
- Johann Liebieg (1802–1870), seit 1833 Freiherr von Liebieg, Mitbegründer der Liebieg-Werke in Reichenberg, Bruder von Franz Liebieg
- Franz Clam-Gallas (1854–1930), Besitzer der Herrschaften Reichenberg, Friedland, Grafenstein und Lämberg, Enkel von Christian Christoph Clam-Gallas
- Gustav Leutelt (1860–1947), Dichter und Schriftsteller
- Daniel Swarovski (1862–1956), Glasschleifer und Gründer des Unternehmens Swarovski
- Ferdinand Porsche (1875–1951), Autokonstrukteur und Gründer der Firma Porsche in Stuttgart
- Fidelio F. Finke (1891–1968), Komponist
- Otfried Preußler (1923–2013), Kinderbuchautor
- Claus Josef Riedel (1925–2004), Unternehmer und Glasdesigner
- Gustav Ginzel (1932–2008), Besitzer des Misthauses (Hnojový dům), Weltenbummler, Geologe, Buchautor